# Tomoko Muramatsu
Tomoko Muramatsu (村松 智子 Muramatsu Tomoko?,  nacido el 23 de octubre de 1994 en Tokio) es una futbolista japonesa que jugaba como defensa.
Muramatsu jugó 4 veces para la selección femenina de fútbol de Japón entre 2015 y 2016.

## Trayectoria

### Clubes
| Club             | País  | Año    |
| ---------------- | ----- | ------ |
| Nippon TV Beleza | Japón | 2011 - |

### Selección nacional
| Selección | País  | Año         |
| --------- | ----- | ----------- |
| Absoluta  | Japón | 2015 - 2016 |

## Estadística de equipo nacional
| Selección femenina de fútbol de Japón | Selección femenina de fútbol de Japón | Selección femenina de fútbol de Japón |
| Año                                   | Partidos                              | Goles                                 |
| ------------------------------------- | ------------------------------------- | ------------------------------------- |
| 2015                                  | 2                                     | 0                                     |
| 2016                                  | 2                                     | 0                                     |
| Total                                 | 4                                     | 0                                     |